# طهران تايمز
طهران تايمز (بالإنجليزية: Tehran Times)، هي صحيفة إيرانية الناطقة باللغة الإنجليزية، أسست عام 1979م بعد أحداث الثورة الإسلامية في إيران عام 1979م.